# Rowan (Schiff)
Die Rowan war ein britischer Passagierdampfer der Laird Line, der am 9. Oktober 1921 bei Corsewall Point sank, nachdem er in dichtem Nebel von zwei anderen Schiffen gerammt worden war.

## Geschichte
Die Rowan wurde bei D. & W. Henderson & Company im Auftrag der Laird Line (Glasgow) gebaut und lief am 23. April 1909 in Meadowside/Partick am Clyde vom Stapel. Sie war das schnellste und eleganteste Passagierschiff der Reederei und wurde auf Routen an der schottischen Westküste und nach Irland eingesetzt.
Bei Beginn des Ersten Weltkriegs, am 14. November 1914, wurde die Rowan von der Royal Navy übernommen und diente als RFA Hilfsschiff bis Kriegsende in der Verwendung eines Ocean Boarding Vessel (requiriertes Handelsschiff, bewaffnet zur Enterung gegnerischer Blockadebrecher).
Am 18. November 1914 übernahm der bereits pensionierte Lieutenant Commander (Korvettenkapitän) Walter H. Wilkes, Royal Naval Reserve (RNR), die Rowan als Kommandant. Das Schiff wurde am 30. November 1914 in Dienst gestellt. Im Einsatzgebiet Mittelmeer dienten die Häfen Thessaloniki, Moudros und Salamis als Stützpunkte. Die Rowan wurde nicht in Gefechte verwickelt. Am 15. Juni 1920 wurde die Rowan von der Royal Navy an die Laird Line zurückgegeben.

## Kollision und Verlust
Am Samstag, dem 8. Oktober 1921, stand für die Rowan eine Passage von Glasgow nach Dublin an. Kapitän Donald Brown hatte entschieden, die planmäßig nach kurzem Anlaufen des Hafens Greenock auf 18.00 Uhr festgelegte Abfahrt dort um eine Stunde zu verschieben, da die über 40 Musiker des amerikanischen Southern Syncopated Orchestra (SSO), einer Jazzband, die als die „Pop Stars ihrer Zeit“ bezeichnet wurde, die Überfahrt gebucht hatten. Das Orchester hatte um 15.00 Uhr noch ein Konzert in Glasgow zu geben und konnte das Schiff trotz Bahnfahrt von Glasgow nach Greenock nicht früher erreichen. Nach Ablegen um 19.00 Uhr lief das Schiff mit 97 (einige Quellen sprechen von 113 und 115) Passagieren und Besatzungsangehörigen an Bord 5 Stunden lang mit südlichem Kurs durch den Firth of Clyde mit Kurs auf die Irische See.
Als die Rowan vor der Küste von Galloway den Nordkanal erreichte, traf sie auf dichte Nebelbänke. Kapitän Brown reduzierte die Geschwindigkeit auf „halbe Kraft voraus“. (Andere Quellen besagen, die Rowan sei mit unverminderter Geschwindigkeit in den Nebel gelaufen.) Einige Minuten später, vermutlich um 00.10 Uhr, kam der sich langsam (4 kn) im Nebel vortastende US-amerikanische Frachtdampfer West Camak, auf dem Weg von San Francisco nach Glasdow, in geringstem Abstand (ca. 400 m) auf Kollisionskurs in Sicht. Obwohl auf beiden Schiffen sofort Notmanöver eingeleitet wurden, rammte die West Camak das Heck der Rowan. Das zuständige Gericht in Schottland befand später, dass der Kapitän der Rowan die Kollision schuldhaft verursacht habe: Rowan sei mit voller Geschwindigkeit und ohne entsprechendes akustisches Signal (Nebelhorn) zu geben, in die Nebelbank gelaufen; West Carmak habe nicht als Notmanöver das Ruder „hart steuerbord“ legen dürfen, sondern richtigerweise die Maschine „volle Fahrt zurück“ gehen lassen müssen (was jedoch nicht ursächlich für die Havarie war). Der entstandene Schaden war nicht unmittelbar bedrohlich. Trotzdem gab Kapitän Brown den Befehl, dass alle Passagiere sich an Oberdeck zu versammeln hätten und die Rettungsmittel klarzumachen waren.
Während man an Bord der Rowan die Situation nach der Kollision noch verarbeitete, tauchte der Dampfer Clan Malcolm (5.000 ts) auf, der sich auf dem Weg von Glasgow nach Birkenhead befand. Die Clan Malcolm rammte die Rowan mittschiffs an der Steuerbordseite mit einer Geschwindigkeit von 8 kn und zerteilte die kleinere Rowan nahezu. Die an Deck befindlichen Passagiere wurden über Bord geschleudert oder gingen mit dem Schiff, das praktisch sofort sank, unter. Das zuständige schottische Gericht erkannte später, dass die Rowan es schuldhaft versäumt hatte, Nebelsignal zu geben und dass ursächlich die Schuld jedoch bei der Clan Malcolm wegen zu hoher Geschwindigkeit und mangelnder Reaktion bei Insichtkommen der Havaristen lag.
West Camak und Clan Malcolm wurden nach einer halben Stunde durch den Zerstörer Wrestler, der 15 sm entfernt einen Notruf nach der ersten Kollision aufgefangen hatte, bei der Rettung der Überlebenden unterstützt. 77 Schiffbrüchige konnten an Bord genommen werden. Es waren 20 Tote, darunter Kapitän Brown und neun Musiker des Southern Syncopated Orchestra, zu beklagen. (Einige Quellen sprechen von zusätzlich 16 Vermissten.)
British Pathé drehte einen kurzen Schwarzweißfilm, in dem die Überlebenden des Orchesters vorgestellt werden (1'30").